# Hockey in carrozzina
L'hockey in carrozzina, noto anche con i termini inglesi electric wheelchair hockey e powerchair hockey, è una disciplina sportiva in cui le regole dell'hockey sono adattate per giocatori con disabilità motoria che si spostano tramite carrozzine elettriche.
Questo sport è nato negli anni 1970 in alcune scuole del Nord Europa grazie all'intuizione e alla volontà di alcuni professori di educazione fisica di coinvolgere i propri studenti con disabilità. Nel 1982 venne disputato nei Paesi Bassi il primo campionato ufficiale in carrozzina elettrica.
Grazie alla scelta di usare materiali leggeri come la pallina bucata e le mazze in materiali plastici leggeri tipiche del floorball, lo sport ha coinvolto sempre più ragazzi disabili, diffondendosi pian piano in tutta Europa e anche in Australia e Nord America.
In Italia questa displicina sportiva è arrivata nel 1991 per iniziativa del Gruppo Giovani della Unione italiana lotta alla distrofia muscolare (UILDM), prima promotrice di questo sport a livello nazionale. La prima esperienza di campionato si realizzò grazie alla WHL, il primo esperimento di federazione che si trasformò nel 2003 in FIWH (Federazione Italiana Wheelchair Hockey). Nel 2020 FIWH ha cambiato nome in FIPPS (Federazione Italiana Paralimpica Powerchair Sport).

## Strutture

### Campo da gioco

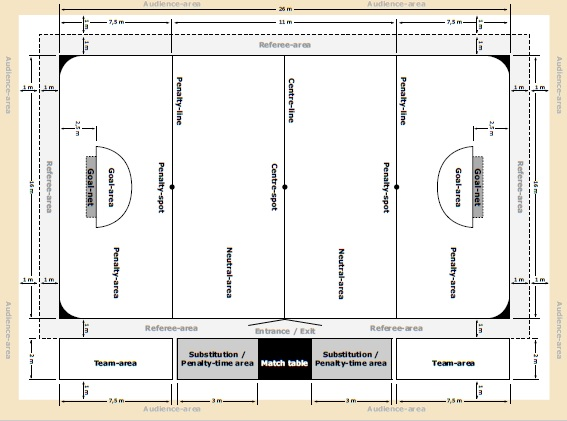

L'hockey in carrozzina viene praticato in ambiente indoor. Il campo di gioco è un rettangolo dagli angoli stondati largo 16 metri e lungo 28 (con deroghe per i campi da un minimo di 14 metri di larghezza per 24 metri di lunghezza) con superficie di gioco dura e liscia, di gomma o sintetica delimitata da un perimetro costituito da sponde in materiale plastico alte 20 cm. Le linee devono essere larghe 5 centimetri e ben visibili, possibilmente bianche. 
All'interno del campo, ci sono altre linee:
- La linea centrale dovrà essere parallela ai lati corti del campo di gioco, dividendolo in due metà uguali.
- Le due linee dei Rigori dovranno essere parallele ai lati corti del campo di gioco ad una distanza di 7,5 m dal lato corto del campo di gioco.
- Le due linee di porta dovranno essere parallele ai lati corti del campo di gioco ad una distanza di 2,5 m dal lato corto del campo di gioco.
- La posizione dei pali sarà segnata con delle piccole linee perpendicolari alla linea di porta.
- L'area neutrale tra le linee dei rigori.
- Le linee limitanti le due aree di rigore, tra la linea di rigore e i lati corti del campo di gioco, inclusa la linea di rigore.
- Le linee limitanti le due aree di porta (due zone semicircolari), incluse la linea di porta e la linea di area di porta, davanti a ciascuna porta. Queste aree hanno un raggio di 1,75 m misurato dal centro della linea di porta.
- Le due linee semicircolari che delimitano le aree di porta.
- Il dischetto centrale, nel mezzo della linea centrale.
- Il dischetto di rigore, nel mezzo di ciascuna linea di rigore, a 5 m dalla linea di porta.

## Attrezzature

### La porta

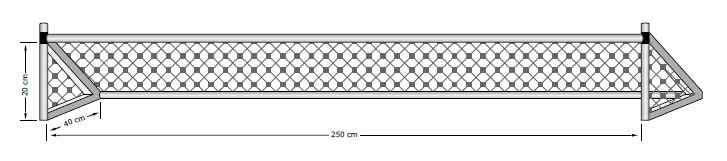

La porta è larga 250 cm misurata dall'interno dei due pali, alta 20 cm misurata dal pavimento alla parte bassa della traversa e profonda 40 cm misurata dalla parte anteriore del palo alla barra posteriore. La rete è chiusa in modo tale che la pallina non vi possa passare attraverso inoltre non deve essere trasparente ed essere ben tesa. La porta è posizionata facendo coincidere i pali con le linee dei pali. L'apertura della porta è posta frontalmente rispetto al dischetto di centrocampo. I pali e la traversa devono essere costituiti da barre di sezione circolare o quadrata con dimensioni massime pari a 5 cm.

### La palla
La pallina dovrà essere di materiale sintetico di diametro pari a 72 +/- 1 mm, vuota, rotonda e con 26 buchi dal diametro di 10 +/- 1 mm. Il peso della pallina dovrà essere di 23 +/- 1 grammi e il colore dovrà essere in contrasto col colore del campo di gioco.

### Equipaggiamento

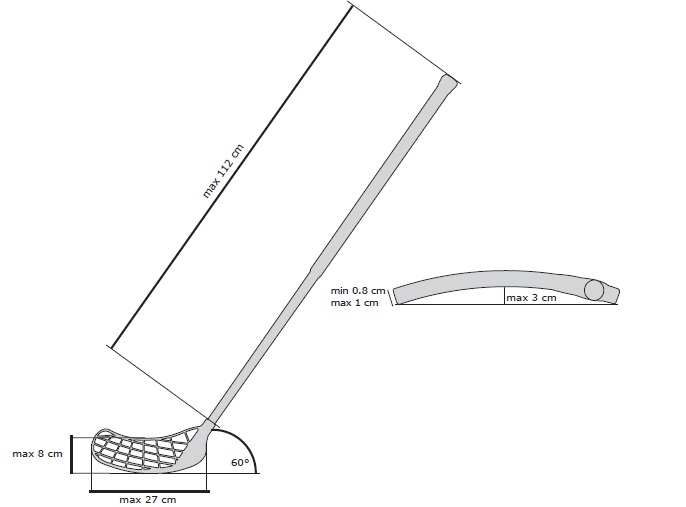

Gli atleti che riescano a colpire la pallina utilizzando la forza del braccio utilizzano una mazza fatta di materiale sintetico non trasparente.
Questa dev'essere sprovvista di bordi ruvidi, supporti sporgenti o altre parti contundenti inoltre non dev'essere più lunga di 105 cm a partire dalla base di misure pari a 27 cm di lunghezza e 8 cm di altezza. La base della mazza dovrà avere uno spessore minimo di 0,8 cm e massimo di 2
cm. La curva della base non deve superare i 3 cm, a partire dal bordo inferiore del punto più alto della base fino alla superficie piatta dove la mazza è appoggiata.

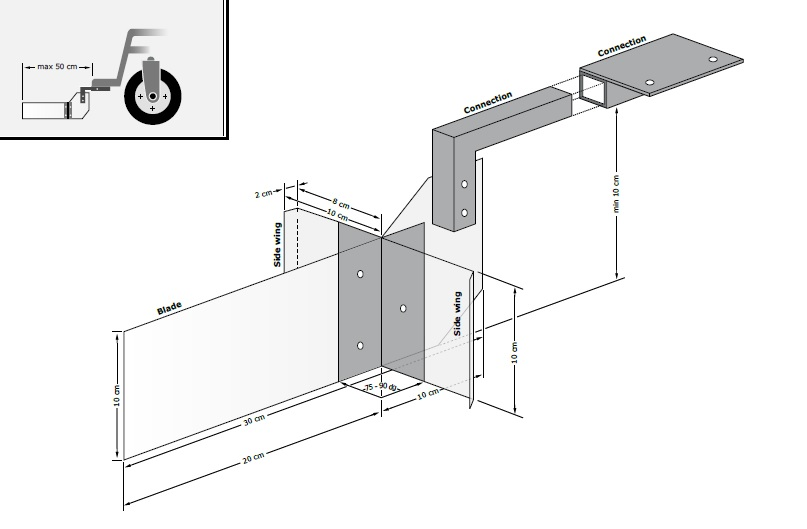

Per gli atleti che non riescono a colpire la palla per mezzo della propria forza muscolare è previsto l'utilizzo di un ausilio specifico: lo stick.
Lo stick dovrà essere fissato davanti alla carrozzina, deve avere una base, e due alette laterali. Come per la mazza, anche lo stick dev'essere costituito da materiale sintetico e non trasparente; fatta eccezione per le giunture che collegano le alette laterali alla base e lo stick alla carrozzina, le quali possono essere in metallo o alluminio. Le parti delle giunture fuori dalla base (attacco tra stick e carrozzina) dovranno essere ad una altezza tale da permettere il libero passaggio della pallina. La base dovrà avere una lunghezza massima di 30 cm, altezza minima di 9,5 cm e massima di 10 cm e lunghezza minima, a partire dalla parte anteriore, di 20 cm. Sia la base sia le alette laterali dovranno avere uno spessore massimo di 1 cm. La curva della base, come per la mazza, non dovrà superare i 3 cm.
Tutti gli atleti utilizzano come ausilio una carrozzina a guida elettrica con un minimo di 4 ruote e un massimo di 6, incluse un massimo di 2 ruote anti-ribaltamento. Questa deve essere priva di parti contundenti sporgenti, e tutte le sue parti, tranne le ruote (cioè: solo le parti ruotanti che sono a contatto col pavimento non l'asse o altre parti) e le ruote anti-ribaltamento, dovranno essere ad una altezza tale da permettere il libero passaggio della pallina. Le ruote della carrozzina devono avere delle gomme che non lascino tracce sul campo di gioco.
È obbligatorio giocare con una protezione laterale posta tra le due ruote (anteriore e posteriore) ed è permesso l'utilizzo di protezioni intorno alla carrozzina per proteggere il giocatore e la carrozzina stessa. Tutti i giocatori devono giocare con coperture di protezione attorno a piedi e gambe per proteggerle, inoltre devono indossare dei parastinchi durante il gioco, a meno che non consegnino agli arbitri un certificato medico in deroga. Tali protezioni devono essere imbottite e il loro utilizzo non esenta dall'utilizzo dei parastinchi.

## Modalità di gioco
La gara viene disputata da due squadre composte da cinque giocatori ciascuna, un portiere e quattro giocatori sul campo. Ogni squadra può schierare un massimo di tre giocatori con mazza contemporaneamente sul campo di gioco. Il punteggio deve avere un tetto massimo, stabilito dalla commissione medica in relazione al grado di disabilità motoria, pari al regolamento del momento. I portieri di entrambe le squadre devono utilizzare lo stick e indossare una divisa di diverso colore rispetto ai compagni di squadra e gli avversari. Il numero di cambi è illimitato e ogni giocatore che sta per essere sostituito e il relativo sostituto devono essere annunciati dall'allenatore al cronometrista, il quale comunica all'arbitro la sostituzione che verrà concessa alla prima interruzione del tempo di gioco.

### La partita
Lo scopo di ogni squadra è quello di realizzare gol, facendo passare la pallina oltre la linea di porta avversaria, e di impedire ai giocatori della squadra avversaria di fare altrettanto (fase difensiva).
La gara si divide in 4 tempi di gioco da 10 minuti effettivi, con un intervallo di 5 minuti tra il primo ed il secondo tempo nonché tra il terzo ed il quarto tempo mentre, a metà gara, tra il secondo ed il terzo tempo, l'intervallo è di 10 minuti. Tra il secondo ed il terzo tempo le squadre cambieranno campo di gioco. In questo modo ciascuna squadra giocherà i primi due tempi in una metà campo e gli ultimi due nell'altra.
La squadra vincente della partita è quella che ha realizzato il maggior numero di gol alla fine del 4° periodo di gioco. Se una gara di Play Off termina in parità dopo i tempi regolamentari, questa sarà decisa da 2 tempi supplementari della durata di 10 minuti effettivi ciascuno, e se necessario da una serie di Shoot Out. Gli Shoot Out sono tiri liberi eseguiti da una mini-azione iniziale dal punto di centrocampo, con conseguente tiro finale. Durante gli Shoot Out entrambe le squadre, tranne l'incaricato del tiro,  devono rimanere ferme dietro alla linea dell'area della squadra che subisce lo Shoot Out, fino al completamento dello stesso.

### Infrazioni
Se uno o più giocatori commettono delle infrazioni al regolamento, l'arbitro deve fischiare la violazione o il fallo.

#### Violazioni
Regola dei 5 secondi
Un portiere può bloccare la pallina all'interno o al di fuori della propria area di porta purché all'interno della propria area di rigore, con la carrozzina e/o con lo stick per più di 5 secondi e nel primo caso si riprende il gioco con una rimessa da parte del portiere stesso mentre nel secondo con una palla contesa. Nel caso in cui un giocatore blocchi la pallina al di fuori della propria area di rigore per più di 5 secondi, impedendo il regolare svolgimento del gioco, con la carrozzina o lo stick commette fallo. L'arbitro dovrà far notare al giocatore che sta bloccando la pallina indicandogli il rispetto della regola dei 5 secondi. L'arbitro conterá i 5 secondi in maniera visibile e udibile.
Regole dell'area di porta
Nessun giocatore (con l'eccezione del portiere della squadra che difende), può toccare la pallina e/o il pavimento di gioco all'interno dell'area di porta (inclusa la proiezione dell'area circolare) con la mazza, lo stick, la carrozzina o il corpo a meno che questo non avvenga esclusivamente in seguito al movimento inerziale dato dal tiro in porta con la mazza o con lo stick. L'impatto tra mazza o stick e pallina deve comunque sempre avvenire al di fuori dell'area di porta.
Quando questa violazione si verifica su un tentativo di gol, con la chiara intenzione di evitare una segnatura, questo è considerato un fallo intenzionale grave. Nessun giocatore può bloccare in alcun modo il portiere all'interno dell'area diporta (inclusa l'area circolare) con la mazza, la carrozzina o il corpo. Né il portiere né alcun giocatore sul campo può spostare la porta. La violazione di questa regola sarà sanzionata in base agli articoli sul regolamento vigente.

#### Falli di gioco
L'hockey in carrozzina nasce come un “gioco senza contatto fisico”, tuttavia nella normalità del gioco risulta quasi impossibile evitarlo poiché molti giocatori in carrozzina si muovono sul campo di gioco ad una velocità che può raggiungere i 12 km/h (15 km/h secondo il regolamento internazionale) .
Quando si verifica un contatto personale evidente come risultato di un tentativo legittimo di giocare la pallina, è considerato casuale e quindi non sanzionabile, a meno che il giocatore contro il quale si verifica il fallo sia impossibilitato in qualche modo a giocare. Esistono due tipologie di falli di gioco: non intenzionali ed intenzionali gravi. L'arbitro a seconda della situazione può ammonire verbalmente o ufficialmente il giocatore, e in caso di cattiva condotta espellerlo, in maniera temporanea o definitiva, determinandone l'allontanamento dal campo di gioco.

#### Contatto personale
Per "contatto personale" si intende qualsiasi contatto fisico, contatto di carrozzine e/o contatto di mazza e stick. Il regolamento ufficiale vieta il contatto personale fatta eccezione per il contatto di mazze o carrozzine di un giocatore con un altro della propria squadra.
Quando si commette un chiaro Contatto Personale nel tentativo di giocare la pallina, può essere considerato involontario e non essere sanzionato, a meno che il giocatore contro il quale si è commesso il fallo sia impossibilitato a proseguire in qualche modo; nel caso in cui il Contatto Personale venga considerato volontario l'arbitro valuterà come sanzionare il giocatore che l'ha commesso a seconda del caso. Giudicare un fallo volontario o non volontario è una decisione che spetta solo ed esclusivamente all'arbitro.

### Sanzioni disciplinari
L'arbitro a seconda della gravità del fallo commesso ha la possibilità di sanzionare il giocatore che l'ha commesso:
Ammonizione
Una ammonizione può essere verbale (non ufficiale) o ufficiale, rappresentata dal Cartellino Verde.
Un giocatore che ottiene una seconda ammonizione ufficiale (secondo cartellino verde) riceverà una espulsione temporanea e a quattro ammonizioni ufficiali sarà espulso definitivamente dalla partita.
Espulsione temporanea (cartellino giallo)
Al giocatore che ha commesso l'infrazione sarà mostrato un cartellino giallo dall'arbitro, e dovrà lasciare il campo di gioco. Prenderà posto nell'area penalità di tempo, alla fine della propria area di squadra. Un giocatore in campo con una espulsione temporanea non può essere sostituito. Durante il periodo di espulsione temporanea, possono essere effettuate sostituzioni, purché il punteggio di squadra non superi il punteggio totale di squadra sottratto del giocatore temporaneamente espulso pena provvedimento all'allenatore. La durata di una espulsione temporanea sarà massimo di 2 minuti. Se si realizza un goal contro la squadra sanzionata durante la penalità di tempo, questa si considererà terminata.
Espulsione definitiva (cartellino rosso)
Il giocatore che subisce il cartellino rosso in questione sarà allontanato dal campo di gioco dall'arbitro per la restante durata della gara e non potrà essere sostituito. Il punteggio massimo di squadra, come nel caso dell'espulsione temporanea, non potrà superare quello massimo sottratto del valore del giocatore espulso.
Un portiere espulso può essere sostituito da un giocatore con stick in campo al momento dell'espulsione. Se la squadra in quel momento non ha altri giocatori con stick in campo, un giocatore con mazza può essere sostituito da uno con stick che svolgerà il ruolo di portiere.

### Campionato 2021/2022
- Albalonga Albano Laziale
- Aquile Palermo
- Avengers Padova
- Black Lions Venezia
- Blue Devils Genova
- Bulls Treviso
- Coco Loco Padova
- Dolphins Ancona
- Fiorenza Wheelchair Hockey
- Friul Falcons
- Goodfellas Pavia
- Leoni Sicani
- Macron Warriors Viadana
- Madracs Udine
- Magic Torino Uildm
- Mirmidoni Piceni
- Red Cobra Palermo
- Robur Scandicci
- Sea Wolf Versilia
- Sen Martin Modena
- Sharks Monza
- Skorpions Varese
- Thunder Roma
- Tigers Bolzano
- Vitersport Viterbo
- Wolves Bareggio

Squadre non iscritte al campionato
- A.S.D. All Blacks W.H. 2005 ex "Gufi Genova"
- Aquile Bartimeo
- Berghem Devils
- Blue Devils Napoli
- Celtics Verona
- Dragons Grugliasco
- Dream Team Milano
- Ghisalba Bulls
- Green Lions Venezia
- Jaguars Parma
- L8 Reggio Emilia
- Le Torri Albenga
- Mazze d'acciaio Torino
- Pantere Milano
- Polisportiva Gioco Parma
- Rangers Bologna
- Sconvolts Pescara
- Sparkle Wheels ASD Jesolo
- Star Trek Trapani
- Teste Quadre Reggio Emilia
- Turtles Milano